# Happy Land
Happy Land è un film statunitense del 1943 diretto da Irving Pichel.
È un film drammatico tratto dal romanzo di MacKinlay Kantor apparso sul The Saturday Evening Post il 28 novembre 1942 e nel numero di agosto del 1943 del Reader's Digest. Un adattamento televisivo del film è stato trasmesso come episodio della serie antologica The 20th Century-Fox Hour (CBS) nel febbraio del 1956, con il titolo In Times Like These.

## Trama
Lew Marsh, un farmacista della piccola comunità di Hartfield, nell'Iowa, è a pranzo con la sua moglie devota Agnes quando un telegramma, appena arrivato, notifica loro che il loro unico figlio, Russell, soprannominato "Rusty", è stato ucciso in azione durante la seconda guerra mondiale.

## Produzione
Il film, diretto da Irving Pichel su una sceneggiatura di Julien Josephson e Kathryn Scola con il soggetto di MacKinlay Kantor (autore del romanzo), fu prodotto da Twentieth Century Fox Film Corporation e girato nei 20th Century Fox Studios a Century City e a Santa Rosa in California nel 1943. Una Natalie Wood di cinque anni fa il suo debutto sul grande schermo e appare in una piccola parte.

## Distribuzione
Il film fu distribuito negli Stati Uniti nel 1943 al cinema dalla Twentieth Century Fox. È stato poi pubblicato in DVD negli Stati Uniti dalla Teakwood Video nel 2004.
Alcune delle uscite internazionali sono state:
- negli Stati Uniti il 10 novembre 1943 (Happy Land)
- in Svezia l'8 aprile 1944 (Hans lyckliga ungdom)
- in Portogallo il 23 dicembre 1946 (Terra Sagrada)